# Descanso magnus
Descanso magnus là một loài nhện trong họ Salticidae.
Loài này thuộc chi Descanso. Descanso magnus được Elizabeth Bangs Bryant miêu tả năm 1943.